# نادي الفقيه بنصالح
نادي الاتحاد الرياضي للفقيه بن صالح هو نادٍ رياضي مغربي من مدينة الفقيه بن صالح   . ممارس بالدوري المغربي - القسم الأول هواة .

## فكرة تأسيس الاتحاد الرياضي للفقيه بن صالح وسنة التأسيس
كانت مدينة الفقيه بن صالح بعد استقلال المغرب سنة 1956 تتوفر على فريقين لكرة القدم وهما فريق العلم Al Alam وفريق كوموني Comoni إنقسما معهما الجمهور المحلي بين مؤيد لهدا الفريق وداك.
وفي سنة 1962 قرر أعضاء الفريقين توحيد جهدهما في فريق واحد قادر على تحدي الصعاب وتحقيق طموح الجماهير الغفيرة وإرضائها. وبالفعل تم إدماج الفريقين معا في فريق واحد أختر له اسم الاتحاد الرياضي للفقيه بن صالح لما يدل عليه هدا الاسم من تلاحم واتحاد في سنة 1962.

## أهم مشاركات الفريق في القسم الوطني الثاني المغربي
- سنة 1970 : صعد الفريق للقسم الوطني الثاني وتزامن صعود الاتحاد مع تأهل المنتخب الوطني لكرة القدم لمونديال مكسيكوا 1970.
- سنة 1980 : بعد عشرة سنوات في القسم الوطني الثاني لكرة القدم صعد اتحاد الفقيه بن صالح للقسم الوطني الأول وبالضبط في سنة 1980 بعد أن قدموا أداء مثاليا في القسم الوطني الثاني توج بالصعود لقسم الأضواء تحت قيادة المدرب الكفئ بالعيد.
- سنة 1984/1983 : كان بمثابة أخر موسم لفريق اتحاد الفقيه بن صالح بالقسم الأول للبطولة الوطنية
- سنة 1987/1986 : عودة فريق اتحاد الفقيه بن صالح للقسم الثاني (أ) رفقة المدرب الكبير والكفئ بالعيد
- سنة 1990/1989 : عاد مرة أخرى فريق اتحاد الفقيه بن صالح للقسم الثاني (ب) النظام القديم للمجموعة الوطنية سابقا.
- سنة 1995/1994 : يعود مرة أخرى فريق الاتحاد للواجهة للقسم الوطني الثاني (أ) أنداك بالنظام القديم سابقا للجامعة بعد الفوز في مقابلة السد على فريق نجم مراكش بمدينة سطات وقد كان الفريق أنداك تحت قيادة إشراف المدرب الكفئ رضى وتحت رئاسة السيد حفيظي محمد. إلا أنه بعد مضي سنتين في القسم الوطني الثاني (أ) يعود الفريق مرة أخرى القسم الوطني الثاني (ب) لستقر به قبل يتم تغيير اسم المجموعة إلى هواة القسم الأول.
- سنة 2007/2008 : يخطف فريق الفقيه بن صالح الأضواء من قسم الهواة من شطره الوسط باحتلاله الصف الأول متقدما على رجاء بني ملال ليصبح حاليا في القسم الوطني الثاني النخبة.
- سنة 2008/2009 : عودة فريق اتحاد الفقيه بن صالح للقسم الثاني رفقة المدرب أنيس.

## أهم مشاركات الفريق في كأس العرش المغربي
- موسم 1980/1979 : أقصي الفريق من دور ربع النهاية أمام فريق شباب المحمدية بهدف يتيم لصفر بملعب البشير بالمحمدية.
- موسم 1980/1981 : أقصي الفريق من دور نصف النهاية أمام فريق الوداد البيضاوي بحصة أربعة أهداف لواحد وقد غاب الحارس المرموق هشام وعوض بعلباب.
- موسم 1984/1983 : أقصي الفريق من دور السدس أمام فريق الرجاء البيضاوي بهدفين لواحد وقد حضر آنداك رئيس الاتحاد الدولي لكرة القدم جوزيف لوهانس المبارة وأخدت له صورة تدكارية مع الفريقين.